# Gabriel Martinelli
Gabriel Teodoro Martinelli Silva (Guarulhos, 18 de junho de 2001) é um futebolista brasileiro que atua como ponta-esquerda. Atualmente, joga pelo Arsenal.
Martinelli começou sua carreira profissional no Ituano em 2018, após passagem nas divisões de base do Corinthians. Um ano depois, em 2019, assinou com o clube inglês Arsenal por 6 milhões de euros e logo se tornou um dos jogadores de maior destaque. Lá, conquistou o título da FA Cup de 2019–20.
A nível internacional, estreou pela Seleção Brasileira em 2022 e fez parte da equipe que competiu a Copa do Mundo FIFA daquele ano. Antes, já havia sido convocado nas categorias de base, tendo conquistado a medalha de ouro nos Jogos Olímpicos de Verão de 2020 em Tóquio.

## Carreira

### Corinthians
Nascido em Guarulhos, São Paulo, Martinelli iniciou sua carreira em 2010, aos 9 anos, jogando pelas divisões de base do Corinthians, onde atuou na maioria do tempo na equipe de futsal, até 2014.
Os primeiros toques de Gabriel na bola aconteceram nas quadras, em 2010, quando não tinha completado sequer uma década de vida, na categoria sub-9 do Corinthians. Foram 66 gols só na Divisão Especial do Campeonato Metropolitano e outros 56 na Série Ouro do Estadual – 122 no total.
Já no ano seguinte, se dividiu entre o futsal e o futebol, atuando nos times sub-11: marcou 20 vezes nas quadras e outras 11 nos gramados. A partir de 2012, os campos passaram a ser sua prioridade e, até 2014, no sub-11, sub-13 e alguns jogos já no sub-15 do Corinthians. Gabriel somou mais 48 gols - totalizando 202.

### Ituano
Depois de fazer a descoberta nos campos de futebol, e visando um projeto que poderia levá-lo à Inglaterra, o atacante seguiu rumo ao sub-15 do Ituano. Ele se mudou para o clube em 2015, depois de testes no Manchester United e Barcelona. Em sua primeira temporada, anotou apenas quatro gols e, na seguinte, ganhou espaço e acabou com 15 tentos em 19 partidas.
Em 4 de novembro de 2017, Martinelli assinou seu primeiro contrato profissional com o clube, até 20 de outubro de 2022. Ele estreou profissionalmente no dia 17 de março de 2018, substituindo tardiamente o goleador Claudinho em uma vitória fora por 2–1; aos 16 anos e 9 meses, Martinelli se tornou o jogador mais jovem a estrear pelo Ituano.
Martinelli marcou seu primeiro gol como profissional em 8 de setembro de 2018, na vitória fora de casa por 4–1 contra o Taboão da Serra, pela Copa Paulista de Futebol de 2018. Definitivamente promovido para o primeiro time do Ituano no Campeonato Paulista de 2019, ele marcou seis gols durante a competição, sendo o artilheiro do clube, ao chegar às quartas de final. Foi eleito a Revelação e entrou para a Seleção do Campeonato Paulista de 2019. Com números expressivos de gols, chamou a atenção de clubes ingleses.

### Arsenal

#### 2019–20
No dia 2 de julho de 2019, assinou um contrato de cinco temporadas com o Arsenal. Estreou oficialmente no dia 11 de agosto, contra o Newcastle, pela primeira rodada da Premier League 2019–20. Ele saiu do banco de reservas e entrou no segundo tempo do jogo em que o Arsenal venceu por 1–0. Fez seu primeiro gol em jogos oficiais pelos Gunners no dia 24 de setembro de 2019, contra o Nottingham Forest, em jogo válido pela Copa da Liga Inglesa.
Já no dia 3 de outubro, pela Liga Europa, marcou duas vezes e ainda deu uma assistência para Dani Ceballos na goleada de 4–0 contra o Standard Liège. Martinelli manteve sua forma de marcar gols, marcando em uma vitória em casa por 3–2 sobre o Vitória de Guimarães. Na quarta rodada da Copa da Liga Inglesa, Martinelli marcou dois gols no empate em 5–5 contra o Liverpool. Martinelli também marcou sua penalidade na disputa de pênaltis, que o Arsenal acabou perdendo. 
Com o resultado, Martinelli se tornou o adolescente com maior pontuação em um dos cinco maiores clubes da liga europeia, marcando sete gols em sete jogos em todas as competições. Ele também se tornou o primeiro jogador a marcar quatro vezes nas quatro primeiras partidas desde Ian Wright. O desempenho de Martinelli recebeu elogios do gerente do Liverpool, Jürgen Klopp, que o chamou de "[o] talento do século".
As performances de Martinelli fizeram com que ele fosse agraciado com o prêmio de "Jogador do Mês" do Arsenal em outubro, recebendo 75% do total de votos, derrotando Mattéo Guendouzi e Nicolas Pépé. Após a nomeação do técnico interino Freddie Ljungberg, Martinelli começou seu primeiro jogo na Premier League, no dia 9 de dezembro de 2019, e marcou em uma eventual vitória por 3–1 sobre o West Ham United.
Ele marcou seu segundo gol na Premier League e o primeiro com o técnico Mikel Arteta, no empate em 1–1 contra o Sheffield United, em 11 de janeiro de 2020.
No jogo seguinte, Martinelli marcou em um empate fora de casa por 2–2 contra o rival londrino Chelsea; seu objetivo envolvia um sprint direto de 67 jardas pelo campo para marcar o primeiro empate do Arsenal. O objetivo fez de Martinelli o primeiro jovem abaixo de 20 anos a marcar 10 gols em uma única temporada para o Arsenal desde Nicolas Anelka.

#### 2020–21
Nessa temporada, o brasileiro perdeu muitos jogos por ter sido acometido por uma forte lesão em seu joelho. Nesse tempo, o atacante perdeu a chance de comemorar o título do Arsenal na Supercopa da Inglaterra diante o Liverpool, bem como perdeu quase o primeiro turno inteiro da Premier League.
No fim de dezembro, após quase 10 meses parado, Gabriel retornou jogando 20 minutos na derrota diante o Everton por 2–1. O brasileiro, no entanto, só marcou dois gols na Liga Inglesa nessa temporada, e todos foram após a rodada 30. Seu primeiro tento foi diante o Sheffield United, na 31ª jornada; seis jogos depois repetiu o feito contra o Crystal Palace.
Esses foram os únicos gols de Martinelli na época. Nas demais competições, o Arsenal não conseguiu chegar em nenhuma final, apesar de ter estado muito perto da decisão da Liga Europa da UEFA de 2020–21, mas os Gunners foram eliminados para o futuro campeão Villarreal em um placar agregado de 2–1 naquela semifinal.

#### 2021–22

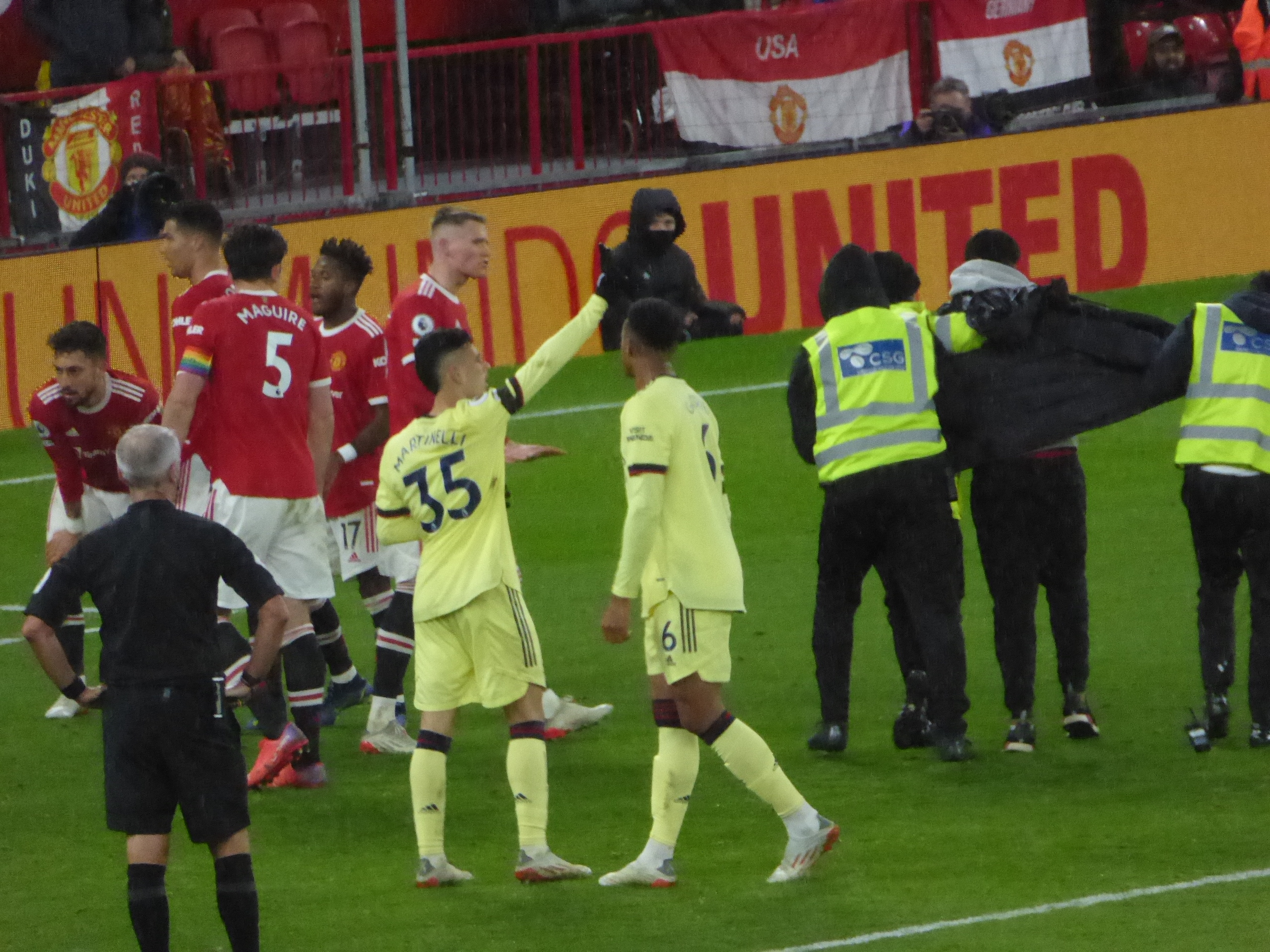
Martinelli (camisa 35), em jogo contra o Manchester United, em 2021.

Em sua nova temporada, Gabriel teve números melhores. O brasileiro marcou seis gols, todos na Premier League de 2021–22, sendo dois deles marcados na mesma partida diante o Leeds United na 18ª rodada.
O time novamente não chegou a nenhuma final, mas esteve muito perto de atingir esse feito na Copa da Liga Inglesa de 2021–22. O Arsenal passou de todas as fases até chegar à semifinal, mas Diogo Jota fizera todos os gols do duelo e classificou o Liverpool para decisão após um 2–0 no placar.
Antes do fim da temporada, Gabriel foi nomeado o novo camisa 11 do time. O antigo dono, Lucas Torreira, deixou a equipe para assinar com o Galatasaray e os Gunners optaram por dar ao atacante essa numeração.

#### 2022–23
Em 5 de agosto de 2022, Martinelli marcou para o Arsenal na vitória por 2–0 fora de casa contra o Crystal Palace F.C., tornando-se o primeiro brasileiro a marcar um gol de abertura da temporada de uma campanha na Premier League.
Em 3 de fevereiro de 2023, Martinelli renovou seu contrato, ligando-o ao clube até 2027.
No dia 18 de fevereiro de 2023, Gabriel Martinelli entrou, participou do gol da virada e ainda fez o dele no jogo contra o Aston Villa, no Villa Park. Martinelli deu a assistência para Jorginho, já aos 53, num contra-ataque do Arsenal, que partiu com tudo para fechar o placar.
Martinelli foi o nome da vitória do Arsenal por 4-0 frente ao Everton, em jogo atrasado da sétima rodada da Premier League no Emirates Stadium, ele marcou um doblete e o resto do placar foi completo por  Saka e Odegaard.
No dia 21 de abril de 2023, empatou com Roberto Firmino após marcar no empate do Arsenal em 3–3 contra o Southampton no Emirates Stadium, tornando-se o brasileiro com mais gols em uma única edição de Premier League (15 gols).
A temporada 2022–23 foi a melhor de Martinelli, ele encerrou com 46 jogos, 15 gols, seis assistências, e 0.45 participações em golos por jogo.

#### 2023–24

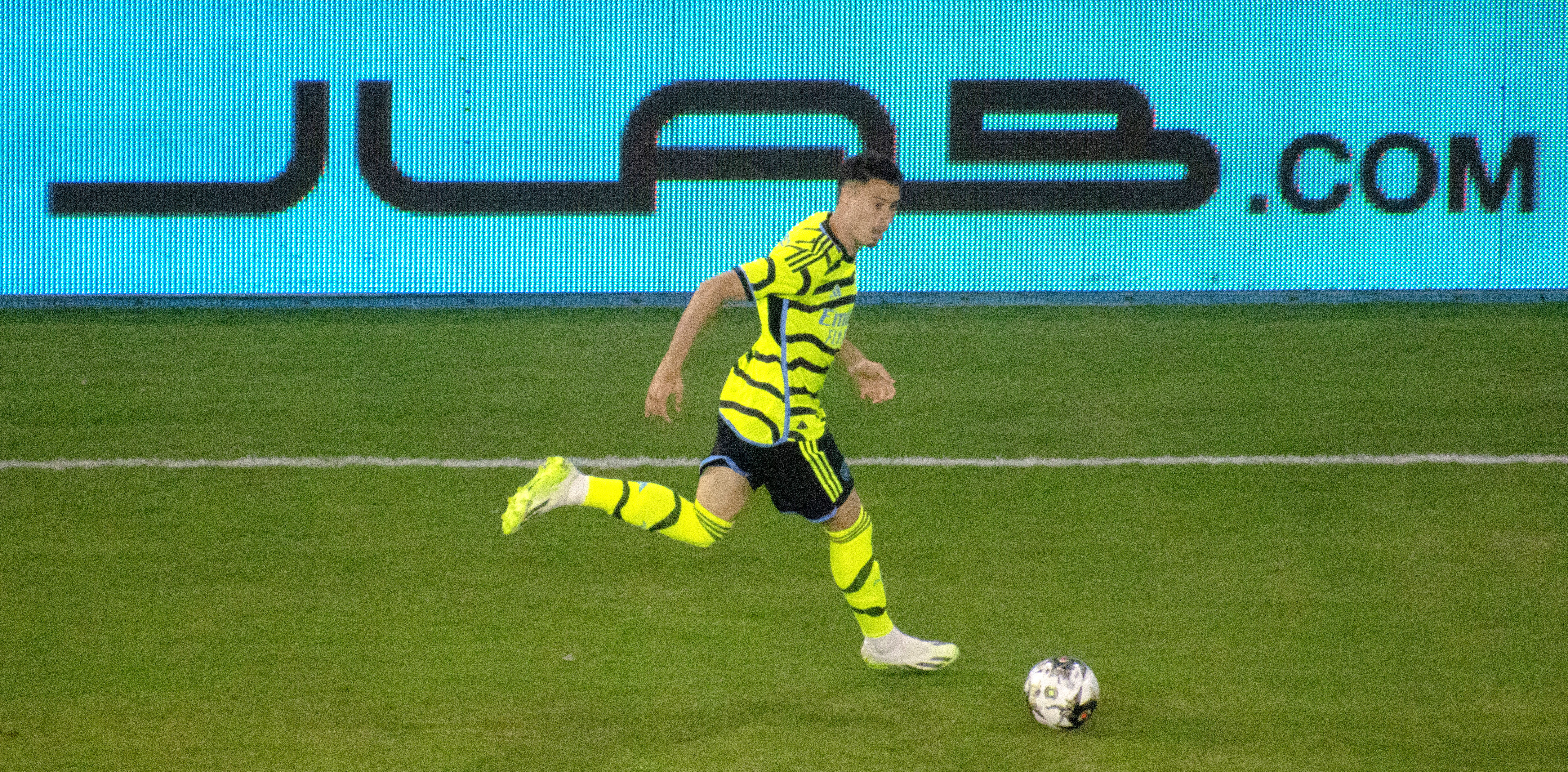
Gabriel Martinelli, em 2023.

Gabriel começou a temporada vencendo um título que outrora não pode comemorar por conta de lesão. No jogo único da Supercopa da Inglaterra de 2023, vislumbrou Leandro Trossard empatar a partida nos acréscimos diante o Manchester City.
Nas penalidades, o brasileiro não chegou a bater, pois havia sido substituído, mas contemplou todos os batedores do time vermelho acertarem sua cobranças, além de uma defesa de Aaron Ramsdale no chute final de Rodri, e comemorou o tradicional troféu inglês.

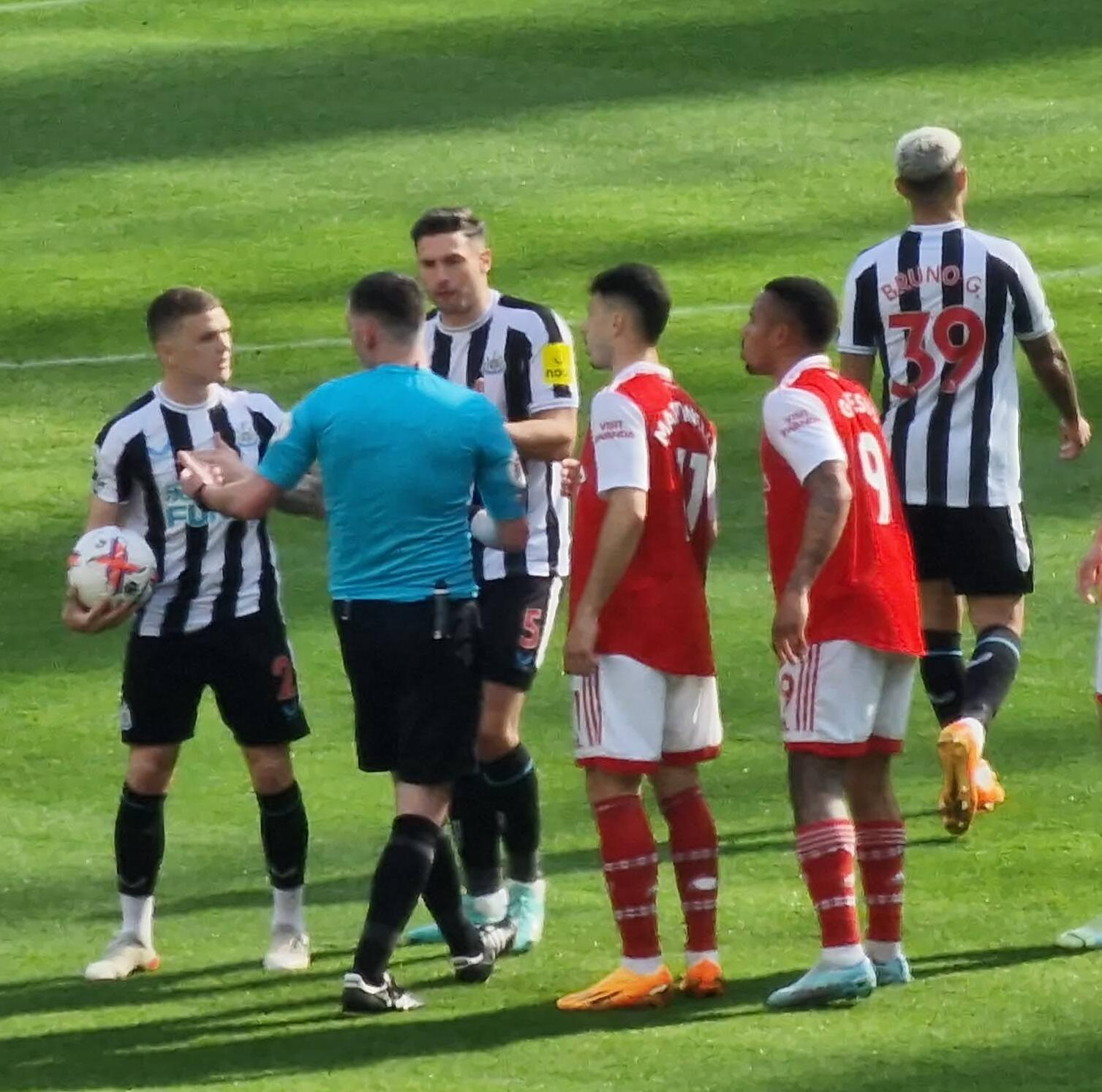
Gabriel Martinelli e Gabriel Jesus (camisa 9), pelo Arsenal diante o Newcastle. Bruno Guimarães (camisa 39), ao fundo.

Esse foi o único troféu de Gabriel na época. O jogador esteve, novamente, muito perto de conseguir o título da Premier League, contudo a equipe de Mikel Arteta não conseguiu manter uma sequência de vitórias e coube aos Citizens levantarem o troféu da competição pela quarta vez seguida; um feito histórico na competição. O jogador terminou sua temporada com seis gols marcados na Liga e um vice-campeonato consecutivo.
Ainda que não tivesse marcado mais gols nas copas nacionais, Martinelli destacou-se em determinados momentos na Liga Inglesa. Seu primeiro gol aconteceu contra o Manchester City na oitava rodada. Na 21ª, obteve o principal destaque na época já que estufou a redes do Crystal Palace duas vezes no mesmo jogo. Duas partidas depois, marcou de novo contra um time do Big Six, agora diante o Liverpool.
Os Gunners retornaram à Liga dos Campeões fazendo uma campanha sólida. Gabriel marcou dos gols na competição, todos na Fase de Grupos, e viu o time eliminar o Porto nas oitavas de final nas penalidades, ele não esteve em campo por conta de uma lesão. No entanto, na partida seguinte, o Bayern de Munique, do "carrasco" atacante Harry Kane, não perdeu nenhum jogo e eliminou os ingleses nas quartas de final com um placar agregado de 3–2.

#### 2024–25
Martinelli permaneceu no elenco inglês, mas careceu de grandes regulares performances ao longo do ano. Durante sua estadia na Premier League, chegou a marca de oito gols em 33 partidas, mas enfrentou um jejum grande de gols em tal competição, fazendo apenas três tentos durante todo o segundo turno da Liga Inglesa. Ao fim do torneio, sagrou-se vice-campeão.
Nas Copas, não estufou as redes em nenhuma oportunidade e teve como melhor desempenho coletivo uma semifinal na Copa da Liga Inglesa, mas lá foram derrotados pelo Newcastle United Football Club.
Enquanto esteve em campo pela Liga dos Campeões da UEFA de 2024–25, participou ativamente de quatro gols em 13 partidas, sendo duas assistências e dois tentos. Nas partidas que marcou gol, viu a equipe derrotar o Sporting por 5–1 ainda na Fase de Liga, e depois despachar o Real Madrid nas Quartas de Final em um agregado de 5–1, onde Gabriel estufou as redes dos Merengues nos acréscimos do segundo tempo no jogo de volta quando os Gunners os superaram por 2–1. Contudo, as chances de ir à final foram extintas após derrota diante o PSG na semifinal.
Com 10 gols em 51 partidas, Martinelli foi considerado um jogador negociável, então atraiu a atenção do FC Bayern München para próxima época. A equipe inglesa via a negociação como algo possível, já que buscava "reformular o elenco" e acreditava que o valor arrecadado em sua venda seria interessante aos objetivos do time de Londres. O acordo, contudo, ficou distante e o time alemão focou em outros alvos, deixando o camisa 11 ainda em sua estadia na Inglaterra.

## Seleção Brasileira

### Sub-18
O bom desempenho nas categorias de base fez com que Martinelli ganhasse uma oportunidade na Seleção Brasileira. Em abril de 2019, ele foi convocado pelo técnico André Jardine para compor o elenco de 27 jogadores da Seleção Sub-18, em um novo projeto da Confederação Brasileira de Futebol (CBF), em que categorias terão convocações segmentadas por idade, com o objetivo de dar experiência com a camisa da Seleção para um número maior de atletas.
Essa, porém, não foi a única experiência do jovem atacante com a Amarelinha. Em maio de 2019, a CBF decidiu encorpar os treinos da Seleção Principal durante o período pré-Copa América e chamou 10 jovens. Entre eles, o destaque era Martinelli, que teve a oportunidade de trabalhar ao lado de Neymar, Gabriel Jesus, Casemiro, Richarlison e companhia.

### Sub-23
Após início arrasador pelo Arsenal, no dia 25 de outubro de 2019, Martinelli foi convocado pelo técnico André Jardine para a Seleção Sub-23, para a disputa do Torneio de Tenerife, na Espanha. Caçula com folga na lista de Jardine, o atacante de 18 anos tem dupla nacionalidade e recentemente foi procurado pela Itália para disputar a Euro Sub-19.
No dia 16 de dezembro de 2019, foi convocado para o Pré-Olímpico, na Colômbia, que acontecera em janeiro de 2020. Porém, a pedido do Arsenal, no qual Martinelli vem sendo grande destaque, acabou sendo cortado do torneio Olímpico.
Foi convocado para os Olimpíadas de 2020 onde sagrou-se campeão, conquistando a medalha de ouro.

### Principal

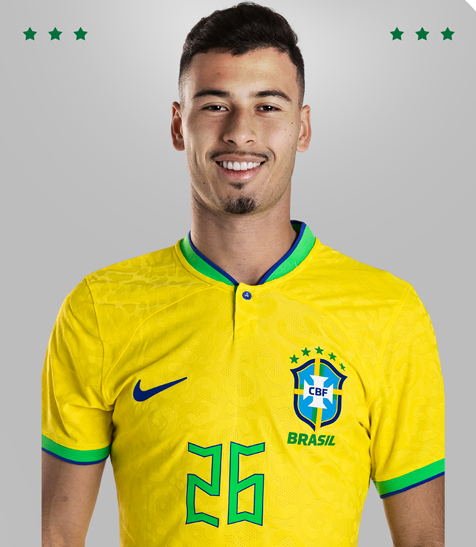
Gabriel na Seleção Brasileira.

No dia 11 de março de 2022, aos 20 anos, Martinelli foi convocado pela primeira vez para a Seleção Brasileira principal para as partidas contra Chile e Bolívia pelas Eliminatórias da Copa do Mundo FIFA de 2022.

#### Copa do Mundo de 2022
Em 7 de novembro de 2022,  Tite anunciou a convocação da Seleção para Copa do Mundo 2022. Entre muitos nomes certos no Catar o de Martinelli foi chamado para disputar o torneio após uma lesão de Philippe Coutinho nas vésperas da convocação.
Martinelli fez sua estreia na Copa do Mundo na vitória de 2 a 0 da Seleção Brasileira sobre a Sérvia, em 24 de novembro, entrando na vaga de Raphinha aos 43 minutos do segundo tempo, no Estádio Nacional de Lusail, no Catar. A partida é válida pela primeira rodada do Grupo G.
Martinelli fez seu segundo jogo na Copa do Mundo na partida entre Camarões 1 a 0 Brasil, jogo válido pela fase de grupos, no Estádio Nacional de Lusail, em Lusail, foi um dos melhores em campo, mas não conseguiu evitar a derrota.

## Estatísticas
Atualizadas até 23 de abril de 2025.

### Clubes
| Clube             | Temporada         | Campeonato nacional | Campeonato nacional | Campeonato nacional | Copa nacional[a] | Copa nacional[a] | Copa nacional[a] | Competições continentais[b] | Competições continentais[b] | Competições continentais[b] | Outros torneios[c] | Outros torneios[c] | Outros torneios[c] | Total | Total | Total   |
| Clube             | Temporada         | Jogos               | Gols                | Assist.             | Jogos            | Gols             | Assist.          | Jogos                       | Gols                        | Assist.                     | Jogos              | Gols               | Assist.            | Jogos | Gols  | Assist. |
| ----------------- | ----------------- | ------------------- | ------------------- | ------------------- | ---------------- | ---------------- | ---------------- | --------------------------- | --------------------------- | --------------------------- | ------------------ | ------------------ | ------------------ | ----- | ----- | ------- |
| Ituano            | 2018              | —                   | —                   | —                   | —                | —                | —                | —                           | —                           | —                           | 20                 | 4                  | 0                  | 20    | 4     | 0       |
| Ituano            | 2019              | —                   | —                   | —                   | —                | —                | —                | —                           | —                           | —                           | 14                 | 6                  | 3                  | 14    | 6     | 3       |
| Ituano            | Total             | —                   | —                   | —                   | —                | —                | —                | —                           | —                           | —                           | 34                 | 10                 | 3                  | 34    | 10    | 3       |
| Arsenal           | 2019–20           | 14                  | 3                   | 0                   | 5                | 4                | 1                | 7                           | 3                           | 2                           | —                  | —                  | —                  | 26    | 10    | 3       |
| Arsenal           | 2020–21           | 14                  | 2                   | 1                   | 2                | 0                | 1                | 6                           | 0                           | 0                           | 1                  | 0                  | 0                  | 22    | 2     | 2       |
| Arsenal           | 2021–22           | 29                  | 6                   | 6                   | 7                | 0                | 0                | —                           | —                           | —                           | —                  | —                  | —                  | 36    | 6     | 6       |
| Arsenal           | 2022–23           | 36                  | 14                  | 5                   | 3                | 0                | 1                | 7                           | 0                           | 0                           | —                  | —                  | —                  | 46    | 14    | 6       |
| Arsenal           | 2023–24           | 36                  | 6                   | 4                   | 2                | 0                | 0                | 6                           | 2                           | 1                           | 1                  | 0                  | 0                  | 44    | 8     | 5       |
| Arsenal           | 2024–25           | 29                  | 7                   | 4                   | 5                | 0                | 0                | 11                          | 2                           | 1                           | —                  | —                  | —                  | 45    | 9     | 5       |
| Arsenal           | Total             | 158                 | 38                  | 20                  | 24               | 4                | 3                | 37                          | 7                           | 4                           | 2                  | 0                  | 0                  | 219   | 49    | 27      |
| Total na carreira | Total na carreira | 158                 | 38                  | 20                  | 24               | 4                | 3                | 37                          | 7                           | 4                           | 36                 | 10                 | 3                  | 253   | 59    | 30      |

- a. ^ Jogos da Copa da Inglaterra e Copa da Liga Inglesa
- b. ^ Jogos da Liga Europa e Liga dos Campeões
- c. ^ Jogos do Campeonato Paulista, Copa Paulista, Troféu da EFL e Super Copa da Inglaterra

### Seleção Brasileira
Abaixo estão listados todos os jogos, gols e assistências do futebolista pela Seleção Brasileira, desde as categorias de base.
Seleção Principal
| Ano               | Copa do Mundo | Copa do Mundo | Copa do Mundo | Qualificação Mundial | Qualificação Mundial | Qualificação Mundial | Amistosos | Amistosos | Amistosos | Total | Total | Total   |
| Ano               | Jogos         | Gols          | Assist.       | Jogos                | Gols                 | Assist.              | Jogos     | Gols      | Assist.   | Jogos | Gols  | Assist. |
| ----------------- | ------------- | ------------- | ------------- | -------------------- | -------------------- | -------------------- | --------- | --------- | --------- | ----- | ----- | ------- |
| 2022              | 3             | 0             | 0             | 2                    | 0                    | 0                    | 1         | 0         | 0         | 6     | 0     | 0       |
| 2023              | —             | —             | —             | 2                    | 1                    | 0                    | 0         | 0         | 0         | 2     | 1     | 0       |
| Total na carreira | 3             | 0             | 0             | 4                    | 1                    | 0                    | 1         | 0         | 0         | 8     | 1     | 0       |

Seleção Sub–23
| Ano               | Jogos Olímpicos | Jogos Olímpicos | Jogos Olímpicos | Amistosos | Amistosos | Amistosos | Total | Total | Total   |
| Ano               | Jogos           | Gols            | Assist.         | Jogos     | Gols      | Assist.   | Jogos | Gols  | Assist. |
| ----------------- | --------------- | --------------- | --------------- | --------- | --------- | --------- | ----- | ----- | ------- |
| 2019              | —               | —               | —               | 2         | 0         | 0         | 2     | 0     | 0       |
| 2021              | 3               | 0               | 0               | 2         | 1         | 0         | 5     | 1     | 0       |
| Total na carreira | 3               | 0               | 0               | 4         | 1         | 0         | 7     | 1     | 0       |